# Koganei Yoshikiyo
Koganei Yoshikiyo (小金井 良精?  17 de enero de 1859 – 16 de octubre de 1944) (小金井 良精, 17 de enero de 1859 – 16 de octubre de 1944) era un  anatomista japonés y antropólogo del periodo Meiji.

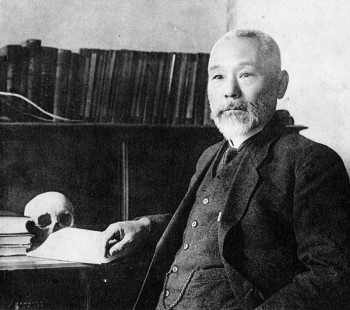
Koganei Yoshikiyo

Un niño del clan Echigo Nagaoka, se   graduó de la Escuela Del este, el precursor de la escuela médica Universidad Imperial de Tokio, en 1880. viaja a Alemania donde aprende anatomía e histología. Regrese al Japón en 1885, y al año siguiente esté nombrado un profesor en la Universidad Imperial de Tokio, convirtiéndose en el primer profesor japoneses de anatomía en esta institución.
Después de estudiar esqueletos de los Ainu (Pueblo ancestral japonés) en 1888,  empezó a trabajar en antropología. Citando los resultados de su investigación en los Ainu, argumentó que el hombre prehistórico se incluyó entre los ainu.
De 1893 a 1896, se desempeñó como presidente de la universidad médica de la Universidad Imperial de Tokio, y en 1893 fundó la Asociación japonesa de anatomistas. En 1921, se retiró de la academia, pero continuó su investigación.
Su mujer era Koganei Kimiko, ensayista, poeta y hermana menor del escritor Mori Ōgai. Una estatua de Koganei Yoshikiyo es propiedad de la Universidad de Tokio. Hoshi Hajime, el fundador de la compañía farmacéutica Hoshi Seiyaku, era su hijo-en-ley, y Hoshi Shin'ichi, el novelista de ficción de la ciencia, era su nieto.